# Сивоконенко, Юрий Викторович
Юрий Викторович Сивоконенко (укр. Юрій Вікторович Сивоконенко; род. 7 августа 1957, Сталино) — политический деятель самопровозглашенной Донецкой Народной Республики. Депутат Народного Совета Донецкой Народной Республики 1 и 2 созывов. Председатель Союза Ветеранов Донбасса «Беркут». Основатель и общественного движения «Свободный Донбасс». Мастер спорта СССР по дзюдо. Заслуженный тренер Украины по рукопашному бою.
Из-за войны в Донбассе и вторжения России на Украину находится под санкциями стран Евросоюза, США, Великобритании и других стран.

## Биография
Родился 7 августа 1957 года в Сталино (ныне Донецк). Отец — шахтёр.
Учился в ОШ № 65 г. Донецка и окончил 8 классов в 1972 году. Затем учился в Донецком техникуме промышленной автоматики по специальности «горная электромеханика» и окончил его в 1976 году. После окончания работал горным мастером вентиляции и техники безопасности на шахте им. А. Ф. Засядько. С 1976 по 1978 год служил в Военно-воздушных силах СССР.
С 1979 по 1986 год работал тренером по вольной борьбе в добровольном спортивном обществе «Динамо». С 1986 по 1994 год пошел на службу в Управление внутренних дел Донецкой области, служил командиром взвода, старшим инструктором боевой и служебной подготовки ОМОН УВД Донецкой области.
В 1991 году выступил в Минске на чемпионате мира по самбо.
С 1995 по 1999 год работал заместителем директора ООО «Эверест», АЗОТ «Династия». С 1999 по 2002 год в батальоне милиции быстрого реагирования «Беркут» работал инструктором по рукопашному бою.
С 2002 по 2005 год работал заместителем директора СБ ООО «Ресурс- Эффект». С 2005 по 2010 год работал заместителем директора «Щит — Д», а также инструктором по физической подготовке в ООО «Генезис», ЗАО «ЛЮКС», «Дельта — Донбасс». С 2010 по 2013 год работал в Федерации телохранителей Донецкой области старшим тренером. С 2013 по 2014 год работал директором детско-юношеской спортивной школы «Динамо».
В ноябре 2014 года на всеобщих выборах в Донецкой Народной Республике (2014) был кандидатом-самовыдвиженцем на должность Главы Донецкой Народной Республики и занял третье место, получив 93 280 голосов (9,6200 %).
В 2014 году от общественного движения «Свободный Донбасс» стал депутатом Народного Совета Донецкой Народной Республики. Был Председателем Комитета Народного Совета ДНР по делам молодежи, физической культуре, спорту и туризму.
14 июля 2015 года СМИ сообщили о покушении на Юрия Сивоконенко.
В 2018 году от общественного движения «Свободный Донбасс» повторно стал депутатом Народного Совета Донецкой Народной Республики.

## Награды
- 1990 — «За отличную службу по охране общественного порядка» (награда Президиума Верховного Совета УССР).

## Санкции
29 ноября 2014 года был включён в список граждан России и Украины, подвергнутых санкциям со стороны США и ЕС в связи с конфликтом на Украине за «действия и политику которые подрывают территориальную целостность, суверенитет и независимость Украины и еще больше дестабилизируют Украину». По аналогичным основаниям внесён в санкционные списки Швейцарии, Австралии, Украины и Японии.
После вторжения России на Украину, попал под санкции Великобритании и Новой Зеландии.

## Семья
У Юрия Викторовича два сына Виктор и Станислав, которые также занимаются рукопашным боем. Виктор Сивоконенко — чемпион мира (2006), чемпион мира в составе сборной Украины (2009), и двукратный чемпион Европы по рукопашному бою.